# Rio Gârceneanca
O Rio Gârceneanca é um rio da Romênia, afluente do Racova, localizado no distrito de Vaslui.